# Gerardo Cunico
Gerardo Cunico (* 17. August 1949 in Genua) ist ein italienischer Professor für theoretische Philosophie an der Universität Genua.

## Werdegang
Cunico schloss 1974 sein Studium der Philosophie in Genua bei Alberto Caracciolo ab und setze sein Studium 1975/76 in Deutschland an der Universität Tübingen, gefördert vom Deutschen Akademischen Austauschdienst, fort. Hier hörte er insbesondere Ernst Bloch, Hans Küng, Jürgen Moltmann und Helmut Fahrenbach. Von 1976 an war er wissenschaftlicher Mitarbeiter am Institut für Philosophie der Universität Genua, wo er 1881 eine Stelle als Assistenzprofessor an der Fakultät für Literatur und Philosophie erhielt. 1993/94 war er Lehrbeauftragter (Lecturer) für Theoretische Philosophie und von 1994/95 bis 1999/2000 für Religionsphilosophie. Im Jahr 2000 wurde er außerordentlicher Professor und lehrte Religionsphilosophie, Theoretische Philosophie und Philosophie des Interreligiösen Dialogs. Seit 2008 ist er ordentlicher Professor.
Zu Cunicos Schülern zählt Anna Czajka.

## Schwerpunkte
Nachdem Cunico sich mit der utopischen Ontologie von Ernst Bloch befasst hatte, setzte er sich mit der praktischen Philosophie in kommunikativer Perspektive von Jürgen Habermas auseinander. Sein Thema ist das Verhältnis von Philosophie und Religion, insbesondere die Stadien der „messianischen“ und der „chiliastischen“ Philosophie, beginnend mit Lessing und Kant über den „polnischen Messianismus“ und den „dionysischen Messianismus“ Friedrich Nietzsches. Dabei betrachtete er auch Autoren des 20. Jahrhunderts wie Bloch, Kracauer, Benjamin, Horkheimer und Adorno. In jüngerer Zeit steht im Mittelpunkt seiner Untersuchungen eine utopisch-kritische Hermeneutik für den interkulturellen und interreligiösen Dialog.

## Werke
- Essere come utopia. I fondamenti della filosofia della speranza di Ernst Bloch, Le Monnier, Firenze 1976.
- Critica e ragione utopica. A confronto con Habermas e Bloch, Marietti, Genova 1988.
- Messianismo dionisiaco. Percorsi "apocrifi" per una rilettura di Nietzsche, Marietti, Genova 1992.
- Da Lessing a Kant. La storia in prospettiva escatologica, Marietti, Genova 1992.
- Moralische Teleologie und höchstes Gut bei Kant, in: Wiener Jahrbuch für Philosophie, 30 (1998), S. 111–124.
- Il millennio del filosofo: chiliasmo e teleologia morale in Kant, ETS, Pisa 2001.
- Messianismo, religione e ateismo nella filosofia del Novecento: Bloch, Kracauer, Benjamin, Adorno, Horkheimer, Habermas, Milella, Lecce 2001.
- Oltre Saturno. Dialoghi per il tempo plurale, Diabasis, Reggio Emilia 2006.
- Lettura di Habermas. Filosofia e religione nella società secolare, Queriniana, Brescia 2009.
- Wege dorthin: Perspektiven des religiösen Gesprächs der Menschheit. Roderer, Regensburg 2015.
- Physikotheologie und Ethikotheologie (§§ 85–89), in: Otfried Höffe (Hrsg.): Immanuel Kant: Kritik der Urteilskraft, De Gruyter, Berlin 2018, S. 289–312
- La speranza e il senso. Metafisica ed ermeneutica in Kant. Mimesis 2019.
- Ernst Bloch: ritorno al futuro. Spirito utopico e logica processuale. Mimesis 2020.
- Habermas’ Auseinandersetzung mit Hume und Kant, in: Rudolf Langthaler / Hans Schelkshorn (Hrsg.): Okzidentale Konstellationen zwischen Glauben und Wissen. Beiträge zu Jürgen Habermas’ Auch eine Geschichte der Philosophie. Mit einer Replik von Jürgen Habermas, Wissenschaftliche Buchgesellschaft, Darmstadt 2023, S. 187–214 (online)